# Broken Social Scene
Broken Social Scene – kanadyjska grupa, czasami nazywana kolektywem, utworzona w 1999 w Toronto przez muzyków Kevina Drew i Brendana Canninga. Większość muzyków zespołu gra obecnie lub grało w innych zespołach skupionych głównie wokół sceny muzycznej w Toronto. Zespół nie lubi być określanym jako supergrupa twierdząc, że na scenie niezależnej każdy muzyk bierze udział w kilku projektach jednocześnie. Styl muzyczny grupy to połączenie stylów wszystkich jej członków, których na różnych etapach działalności było od sześciu do dziewiętnastu. Nie można jednak powiedzieć, że którykolwiek z nich jest byłym członkiem, gdyż każda osoba kiedyś związana z zespołem może w dowolnym momencie pojawić się na scenie gościnnie lub na dłuższy czas.

## Historia

### Feel Good Lost
Debiutancki album jeszcze wtedy duetu Broken Social Scene, ambientowy Feel Good Lost został wydany przez Noise Factory Records w 2001 roku. Przy nagraniach gościnnie wzięli udział Justin Peroff, Charles Spearin, Bill Priddle, Leslie Feist, Jessica Moss oraz Evan Cranley. Podczas koncertów promujących płytę Drew i Canning uznali za niezwykle trudne zrobienie ciekawego show na podstawie materiału nagranego wcześniej, dlatego zdecydowali się na poproszenie znajomych muzyków z Toronto w tym muzyków, którzy pomagali nagrywać album, ale i Andrew Whitemana, Jasona Colletta i Emily Haines by wzbogacić nieco występy. Po czasie do koncertującego składu dołączyli również James Shaw, Justin Peroff, John Crossingham i Amy Millan.

### You Forgot It in People
Wszyscy wcześniej wymienieni gościnni muzycy dołączyli do Kevina, Brendana, Peroffa i Spearina by nagrać drugi album zespołu, You Forgot It in People. Płyta ukazała się w październiku 2002 roku i zdobyła tytuł alternatywnej płyty roku Juno Awards w 2003 roku. Podczas trasy koncertowej promującej album występowali Drew, Canning, Peroff, Whiteman and Jason Collett, razem z innymi członkami, którzy byli akurat dostępni w danym dniu występu.
W 2003 roku ukazała się płyta Bee Hives, zawierająca strony B singli i remixy.

### Broken Social Scene
Trzeci album zespołu ukazał się 4 października 2005 roku. Do zespołu dołączyli kolejni członkowie między innymi k-os, Jason Tait i Murracy Lughtburn. Album zdobył tytuł alternatywnego albumu roku Year Award. W lipcu 2006 roku zespół tymczasowo zawiesił działalność dając poszczególnym członkom czas na rozwijanie swoich prywatnych projektów.

### Broken Social Scene Presents...
8 czerwca 2007 roku, muzyczny portal internetowy Pitchfork poinformował, że Kevin Drew nagrywa solowy album. Przy nagrywaniu płyty pomagali inni członkowie BSS, a album wyprodukowany został przez Ohada Benchertrita i Charlesa Spearina. Album „Broken Social Scene Presents Kevin Drew, Spirit If” zapowiedziany został jako pierwszy z serii „Broken Social Scene Presents...”. Drugim albumem był „Something for All of Us”. Ukazał się 22 lipca 2008.

### Forgiveness Rock Record
17 czerwca 2009 roku zespół zagrał pierwszy po zawieszeniu działalności koncert jako goście specjalni na festiwalu North by Northeast. Podczas koncertu zagrali kilka nowych kompozycji z nadchodzącego, czwartego albumu. Płyta „Forgivness Rock Record ukazała się 4 maja 2010 roku. Był to pierwszy krążek zespołu nagrywany poza Kanadą, a także pierwszy z nowym producentem Johnem McEntire’m. Całość nagrań została zrealizowana w jego studiu Soma w Chicago, a w nagraniach wzięli udział prawie wszyscy dotychczasowi członkowie zespołu.

## Dyskografia

### Albumy
- Feel Good Lost (2001)
- You Forgot It in People (2002)
- Bee Hives (2004) – album z b-side’ami i remixami
- Broken Social Scene (2005)
- Forgiveness Rock Record (2010)
- Hug of Thunder (2017)

### Broken Social Scene Presents...
- Kevin Drew – Spirit If... (2007)
- Brendan Canning – Something for All of Us... (2008)

### EP’ki i single
- Stars and Sons/KC Accidental b/w Do the '95 i Market Fresh (2003)
- Cause=time b/w da da dada (2003)
- Cause=time b/w time=cause & Weddings (2003)
- Live at Radio Aligre FM in Paris (2004, EP)
- EP To Be You and Me (2005, EP)
- Ibi Dreams of Pavement (A Better Day) b/w All the Gods (2005)
- 7/4 (Shoreline) b/w Stars and Spit (2006)
- 7/4 (Shoreline) b/w Stars and Spit and Death Cock (2006)
- Fire Eye’d Boy b/w Canada vs. America (Exhaust Pipe Remix) (2006)
- Broken Social Scene: 2006/08/06 Lollapalooza, Chicago, IL (2006)
- Forced to Love/All to All (2010)
- Lo-Fi for the Dividing Nights (2010)

### Ścieżki dźwiękowe
filmy, do których Broken Social Scene skomponowali muzykę
- Zbrodnie miłości Gillian Guess (The Love Crimes of Gillian Guess, 2004)
- Szkolny chwyt (Half Nelson, 2006)
- Śniegowe ciastko (Snow Cake, 2006)
- Fragmenty Tracey (The Tracey Fragments, 2007)
- Całkiem zabawna historia (It’s Kind of a Funny Story, 2010)

filmy, do których Broken Social Scene wykonali tylko niektóre utwory
- Apartament (Wicker Park, 2004) – piosenka „Lover’s Spit”
- Przyszywany wujek (Say Uncle, 2005)
- Seks to nie wszystko (Lie with Me, 2005) – piosenka „Lover’s Spit”
- Niewidzialny (The Invisible, 2007) – piosenka „Stars & Sons”
- Zaklęci w czasie (The Time Traveler’s Wife, 2009) – cover piosenki „Love Will Tear Us Apart” grupy Joy Division
- Scott Pilgrim kontra świat (Scott Pilgrim vs. the World, 2010) – piosenki: „I’m So Sad, So Very, Very Sad” (jako Crash and the Boys, wraz z Erikiem Knudsenem), „We Hate You Please Die” (jako Crash and the Boys) oraz „Anthems for a Seventeen-Year-Old Girl”